# Janusz Kowalik
Janusz Kowalik (Nowy Sącz, 26 marzo 1944) è un allenatore di calcio ed ex calciatore polacco, di ruolo attaccante, noto negli USA con il nome di John.

## Carriera

### Calciatore

#### Club
Ha militato dal 1960 al 1967 nel KS Cracovia, squadra di calcio polacca.
Nella stagione 1968 si trasferisce nei Chicago Mustangs, sodalizio statunitense, raggiungendo il secondo posto della Lakes Division. Con la squadra di Chicago segna 30 reti in ventotto incontri, ottenendo il titolo di cannoniere stagionale ed il premio di miglior giocatore della lega.
L'anno dopo passa ai California Clippers che lascia senza aver giocato alcun incontro ufficiale.
Nel 1969 torna in Europa, precisamente nei Paesi Bassi, per militare nello Sparta Rotterdam, club a cui si legò sino al 1974, quando viene ingaggiato dal NEC Nimega. Con il sodalizio rosso-nero-verde militò due anni.
Nel 1976 torna a giocare in America, nei Chicago Sting. Con il suo sodalizio raggiunge i quarti di finale della North American Soccer League 1976.
Sempre nel 1976 torna nei Paesi Bassi, per militare con il MVV Maastricht.
Dopo una nuova esperienza con i Chicago Sting, con cui non superò la fase a gironi della North American Soccer League 1977, ritorna al MVV Maastricht per altre due stagioni.
Nel 1979 si trasferisce in Belgio, al Patro Eisden, dove chiuse la carriera agonistica nel 1980.

#### Nazionale
Kowalik militò nella nazionale di calcio della Polonia, vestendone la maglia in 6 occasioni.
Nel maggio del 1976 fece parte della Selezione Stati Uniti che sfidò l'Italia (vincente per 4-0) nel Torneo del Bicentenario, segnando in questa occasione due reti che però furono annullate per evidenti irregolarità.

### Allenatore
Ritiratosi dall'attività agonistica divenne allenatore.
Guidò nella stagione 1985-1986, insieme ad Henk Bosveld, il Vitesse Arnhem, militante in cadetteria. Con i giallonero raggiunse l'ottavo posto in classifica e perdendo la possibilità di promozione in massima serie ai play-off.
Nella stagione 1992-1993 fu allenatore del Górnik Zabrze, club con cui ottenne il nono posto finale.

## Palmarès

### Competizioni nazionali
- Eerste Divisie: 1

N.E.C.: 1974-1975

### Individuali
- NASL Most Valuable Player 1968
- Capocannoniere della NASL: 1

1968 (30 gol)